# Маламир
Маламир је био бугарски кан који је владао од 831. до 836. Био је трећи и најмлађи син канаса у бигија Омуртага.
Маламир је преузео престо након смрти оца, јер његов старији брат Енравота то није смео због тога што је био дуговерен хришћанин и као такав без права на царство. 833. је убио свога брата јер се није одрекао хришћанства. Маламир је за време своје владавине прогонио хришћане. Претпоставља се да је за време Кнеза Маламира Бугарска добила Филипополис (данас Пловдив). 
Након смрти престо преузима кан Пресијан.